# Micrelenchus capillaceus
Micrelenchus capillaceus är en snäckart som först beskrevs av Philippi 1849.  Micrelenchus capillaceus ingår i släktet Micrelenchus och familjen pärlemorsnäckor. Inga underarter finns listade i Catalogue of Life.